# Верёвкин 2-й
Верёвкин 2-й — посёлок в Таловском районе Воронежской области России.
Входит в состав Нижнекаменского сельского поселения.

## География
Находится на северо-восточной окраине районного центра — рабочего посёлка Таловая.
В посёлке имеется одна улица — Луговая.

## Население
| 2010 |
| ---- |
| 168  |